# عملیات اعتماد
آپریشن تراست، عملیات تراست یا عملیات اعتماد (به انگلیسی: Operation Trust)(به روسی: операция Трест)operatsiya Trest یک عملیات ضداطلاعاتی از سوی اداره سیاسی دولتی (جی‌پی‌یو) اتحاد جماهیر شوروی بود. این عملیات که توسط سازمان پیشین GPU، چکا(به انگلیسی: Cheka) پایه‌گذاری شد، از سال ۱۹۲۱ تا ۱۹۲۷ اجرا می‌شد و یک سازمان اپوزیسیون ضد بلشویکی جعلی به نام اتحادیه سلطنت‌طلبان روسیه مرکزی (به انگلیسی: MUCR)(به روسی: Монархическое объединение Центральной России، آوانگاری: МОЦР) را ایجاد کرد تا به اداره مشترک سیاسی دولتی اتحاد جماهیر شوروی OGPU کمک کند که سلطنت‌طلبان واقعی و ضد بلشویک‌ها را شناسایی کند، همچنین شرکت پوششی ایجاد شده، انجمن اعتباری شهرداری مسکو نام داشت.
رئیس اتحادیه سلطنت‌طلبان روسیه مرکزی (MUCR) الکساندر یاکوشف، یک دیوان‌سالار سابق وزارت ارتباطات امپراتوری روسیه بود، که پس از انقلاب روسیه به کمیساریای خلق تجارت خارجی پیوست، زمانی که شوروی‌ها شروع به اجازه دادن به متخصصان سابق (که به آن‌ها اسپتسی، (به روسی: спецы) می‌گفتند) کردند تا به کارهای تخصصی خود بازگردند. این موقعیت به او امکان می‌داد تا به خارج از کشور سفر کند و با مهاجران روسی تماس بگیرد، یاکوشف به خاطر ارتباطاتش با جنبش سفید در تبعید دستگیر شد. در همان سال دستگیری‌اش، توسط پلیس مخفی شوروی به رهبری آرتور آرتوزوف جذب شد.
اتحادیه سلطنت‌طلبان روسیه مرکزی (MUCR) مانع از فعالیت‌های نظامی ژنرال سلطنت‌طلب الکساندر کوتوپوف شد، زیرا او را متقاعد کردند که منتظر توسعه نیروهای ضد بلشویکی داخلی باشد. کوتوپوف پیش‌تر به اقدامات نظامی به عنوان راه‌حلی برای اشغال شوروی اعتقاد داشت و سازمان جنگی را که یک انشعاب نظامی از اتحادیه همه‌نظامیان روسیه (به روسی: Русский Обще-Воинский Союз) به رهبری ژنرال بارون پیوتر نیکولایویچ ورانگل بود، تشکیل داده بود. کوتوپوف همچنین خط درونی را به عنوان یک سازمان ضداطلاعات برای جلوگیری از نفوذ بلشویکی ایجاد کرد. این سازمان مشکلاتی برای چکا ایجاد کرد، اما زیاد موفق نبود.
از جمله موفقیت‌های آپریشن تراست، فریب دادن بوریس ساوینکوف و سیدنی رایلی به داخل اتحاد جماهیر شوروی بود که در آنجا دستگیر شدند.
شوروی‌ها عملیات تراست را از ابتدا سازماندهی نکردند، آنها در ارتش سفید مأموران چپ خفته باقی گذاشته بودند و همچنین برخی از سلطنت‌طلبان روسی که پس از جنگ داخلی کشور را ترک نکرده بودند، وجود داشتند. این افراد تا حدی همکاری کردند که یک ساختار سازمانی شل و پراکنده ایجاد شد. زمانی که اداره مشترک سیاسی دولتی اتحاد جماهیر شوروی OGPU آن‌ها را کشف کرد، همه آن‌ها را از بین نبرد، بلکه به سمت ایجاد یک سازمان صوری برای استفاده خود حرکت کرد.
بخشی دیگر از این عملیات، سفر «غیرقانونی» (در واقع تحت نظارت اداره مشترک سیاسی دولتی اتحاد جماهیر شوروی OGPU) یکی از مهاجران برجسته به نام واسیلی شولوگین به اتحاد جماهیر شوروی بود. پس از بازگشت، او کتابی به نام «سه پایتخت» منتشر کرد که در آن برداشت‌های خود را بیان کرده بود. در این کتاب، او تا حدی نوشت که برخلاف انتظاراتش، روسیه در حال احیا بود و احتمالاً بلشویک‌ها از قدرت برکنار خواهند شد.
در سال ۱۹۹۳، یک مورخ غربی به نام جان کاستلو، که به او دسترسی محدودی به پرونده‌های عملیات تراست داده شده بود، گزارش کرد که این پرونده‌ها شامل سی و هفت جلد بوده و چنان پیچیده و پر از عوامل دوگانه، تغییر نام‌های رمز، و عملیات‌های فریبکاری در هم تنیده با «پیچیدگی یک نمره سمفونیک» بودند که حتی مورخان روسی از سرویس اطلاعاتی نیز در تفکیک واقعیت از تخیل دچار مشکل شده بودند. کتابی که این اطلاعات در آن نوشته شده بود، توسط اولگ تزارف، سخنگوی سابق کا گ ب، به‌طور مشترک نوشته شده بود.
واسیلی میتروخین، جاسوس پناهنده، گزارش داد که پرونده‌های عملیات تراست در دفاتر سرویس اطلاعات خارجی روسیه (SVR) در یاسنوو نگهداری نمی‌شدند، بلکه در مجموعه‌های آرشیوی ویژه (spetsfondi) سازمان امنیت فدرال روسیه (FSB) در لوبيانكا نگهداری می‌شدند.
در سال ۱۹۶۷، یک سریال تلویزیونی ماجراجویی شوروی به نام عملیات تراست (به روسی: Операция Трест) ساخته شد.
در دهه‌های ۱۹۲۰ و ۱۹۳۰، اتحاد جماهیر شوروی چندین عملیات فریبکاری مشابه «تراست» در شرق آسیا، شامل «سازمان‌دهنده»، «شوگان»، «دریمرها» و «ماکی میراژ» را علیه ژاپن دنبال کرد. مانند «تراست»، این عملیات‌ها نیز شامل کنترل عملیات‌های ضد شوروی جعلی برای فریب دادن رقبا بودند.

## اسناد
- کریستوفر اندرو و واسیلی میتروخین، آرشیو میتروخین : KGB در اروپا و غرب، کتاب‌های گاردنر (۲۰۰۰)، شابک ‎۰-۱۴-۰۲۸۴۸۷-۷
- جان کاستلو و اولگ تساروف، توهمات مرگبار: پرونده کا گ ب اورلوف جاسوس استاد استالین را آشکار می‌کند، انتشارات تاج، ۱۹۹۳. شابک ‎۰-۵۱۷-۵۸۸۵۰-۱، شابک 0-517-58850-1
- ریچارد بی اسپنس به هیچ‌کس اعتماد نکن: دنیای مخفی سیدنی ریلی، انتشارات خانه فرال. 2003، شابک ‎۰-۹۲۲۹۱۵-۷۹-۲
- پیچ و خم آهن گوردون بروک-شپرد. سرویس‌های مخفی غربی و بلشویک‌ها، مک‌میلن، ۱۹۹۸
- پاملا کی سیمپکینز و کی لی دایر، اعتماد، سری تجدید چاپ بنیاد امنیت و اطلاعات، ژوئیه ۱۹۸۹.